# Leiroso
Leiroso es una localidad española que forma parte del municipio de Oencia, en la provincia de León, comunidad autónoma de Castilla y León.
La última persona nacida en Leiroso, Ángel García Ferreiro, lo hizo en 1949.[cita requerida] Sobre la última habitante, Piedad Ferreiro, se grabó un documental publicado en 2013, Piedad, un viaje al olvido.
Desde el verano de 2023 acoge en la era del lugar un pequeño festival autogestionado de cine, Pipafest.[cita requerida]

## Geografía

### Ubicación
| Noroeste: Sanvitul | Norte: Sanvitul | Noreste: Sanvitul |
| Oeste: Gestoso     |                 | Este: Oencia      |
| Suroeste Arnado    | Sur: Arnado     | Sureste: Lusio    |

## Demografía
Evolución de la población
| Gráfica de evolución demográfica de Leiroso entre 2000 y 2017      |
|                                                                    |
| Población de derecho (2000-2017) según el padrón municipal del INE |